# Olaus Nordsteen
Olaus (Olof) Mikaelsson (Michaëlis) Nordsteen (eller Nordsten), född oktober 1659 i Norrköping, död den 24 januari 1728 i Lund (?), var en svensk ämbetsman och borgmästare i Lund stad.

## Biografi
Nordsteens far var köpman och gästgivare i Norrköping. Sonen, som blev student vid Uppsala universitet 1679, satsade dock på en administrativ bana och blev efter studierna med tiden regementsskrivare vid Norra Skånska regementet 1693. Han var då bosatt i Nybo vid Herrevadskloster. Så småningom flyttade han till Lund där han 1700 efterträdde sin svåger Per Tollsten d.y. som stadens borgmästare. Borgmästarfullmakten undertecknads av Karl XII i Narva. Nordsteen upprätthöll denna post till sin död 1728 då han efterträddes av Zacharias Melander. Parallellt med borgmästarämbetet var Nordsteen även föreståndare för stadens hospital.
Liksom sina närmaste för- och efterträdare kombinerade Nordsteen (från 1702) borgmästaruppdraget med att även vara ålderman i stadens Knutsgille, i vars matrikel han fått det mindre smickrande eftermälet [...] en dryg och myndig östgöte, i hög grad mån om sin persons och sitt ämbetes värdighet. Han tycks inte sällan ha varit i prestigeladdade konflikter med andra borgare i staden.
Nordsteen var riksdagsledamot för borgarståndet i Lund vid riksdagen 1719.